# Gaetano Barbareschi
Gaetano Barbareschi (Genova, 21 agosto 1889 – Genova, 5 ottobre 1963) è stato un sindacalista e politico italiano.

## Biografia
Operaio della UITE, è stato sindacalista della CGIL. Per il Partito Socialista Italiano è Ministro del lavoro nel governo presieduto da Ferruccio Parri, insediatosi il 21 giugno 1945, conservando la carica anche nel successivo governo De Gasperi I. Considerato tra i precursori dell'autonomia del Psi dal Pci e vicino alle posizioni di Saragat, si oppose tuttavia, assieme al compagno Sandro Pertini, alla scissione di Palazzo Barberini del gennaio 1947.
Deputato socialista all'Assemblea Costituente, dalla prima legislatura repubblicana è stato ininterrottamente senatore fino alla morte, avvenuta durante i primi mesi della quarta legislatura, il 5 ottobre 1963.
In suo onore gli è stata intitolata la rimessa di AMT di Cornigliano e una via nella Circoscrizione Centro-Ovest di Genova, nel quartiere di San Teodoro.

## Opere
- Gaetano Barbareschi, Per la nostra Marina mercantile e per i suoi marinai. Discorso pronunciato al Senato della Repubblica nella seduta del 23 ottobre 1951, Roma, Tipografia del Senato, 1951.